# Penarronda-Barayo
Penarronda-Barayo este o arie protejată (arie specială de conservare — SAC, sit de importanță comunitară — SCI, arie de protecție specială avifaunistică — SPA) din Spania întinsă pe o suprafață de 4.316,7 ha, integral pe uscat.

## Localizare
Centrul sitului Penarronda-Barayo este situat la coordonatele 43°33′43″N 6°47′59″W / 43.5619°N 6.7998°V.

## Înființare
Situl Penarronda-Barayo a fost declarat arie de protecție specială avifaunistică în ianuarie 2003 pentru a proteja 82 de specii de animale. Alte tipuri de protecție:
- sit de importanță comunitară (în februarie 2004)
- arie specială de conservare (în decembrie 2014)[2][4][5]

## Biodiversitate
Situată în ecoregiunile atlantică și marină Atlantică, aria protejată conține 15 habitate naturale: Roci stâncoase cu vegetație pionieră de Sedo-Scleranthion sau Sedo albi-Veronicion dillenii, Pășuni atlantice udate de apa mării (Glauco-Puccinellietalia maritimae), Pajiști uscate europene, Fânețe de joasă altitudine (Alopecurus pratensis, Sanguisorba officinalis), Dune mobile cu vegetație embrionară, Tufărișuri halofile mediteraneene și termo-atlantice (Sarcocornetea fruticosi), Faleze cu vegetație de pe coastele atlantice și baltice, Terase mlăștinoase și terase nisipoase neacoperite de apă la reflux, Pajiști umede atlantice temperate cu Erica ciliaris și Erica tetralix, Vegetație anuală la limita mareei, Matorral arborescenți cu Laurus nobilis, Dune de coastă fixe cu vegetație erbacee („dune gri”), Păduri aluvionare cu Alnus glutinosa și Fraxinus excelsior (Alno-Padion, Alnion incanae, Salicion albae), Estuare, Dune mobile de-a lungul țărmului cu Ammophila arenaria („dune albe”).
La baza desemnării sitului se află mai multe specii protejate:
- păsări (66): fluierar de munte (Actitis hypoleucos), alca (Alca torda), pescăruș albastru (Alcedo atthis), rață lingurar (Anas clypeata), rață pitică (Anas crecca), rață fluierătoare (Anas penelope), rață mare (Anas platyrhynchos), rață pestriță (Anas strepera), stârc cenușiu (Ardea cinerea), stârc roșu (Ardea purpurea), pietruș (Arenaria interpres), Bubulcus ibis, pasărea ogorului (Burhinus oedicnemus), caprimulg (Caprimulgus europaeus), chirighiță neagră (Chlidonias niger), erete de stuf (Circus aeruginosus), prepeliță (Coturnix coturnix), egretă mică (Egretta garzetta), șoim de iarnă (Falco columbarius), șoim călător (Falco peregrinus), papagal de mare (Fratercula arctica), lișiță (Fulica atra), becațină comună (Gallinago gallinago), găinușă de baltă (Gallinula chloropus), cufundar polar (Gavia arctica), cufundar mare (Gavia immer), cufundar mic (Gavia stellata), scoicar (Haematopus ostralegus), piciorong (Himantopus himantopus), Hydrobates pelagicus, sfrâncioc roșiatic (Lanius collurio), Larus argentatus, pescăruș sur (Larus canus), pescăruș negricios (Larus fuscus), Larus marinus, pescăruș-cu-cap-negru (Larus melanocephalus), pescăruș râzător (Larus ridibundus), sitar de mal nordic (Limosa lapponica), becațină mică (Lymnocryptes minimus), rață neagră (Melanitta nigra), gaia neagră (Milvus migrans), culic mare (Numenius arquata), Oceanodroma leucorhoa, vultur pescar (Pandion haliaetus), viespar (Pernis apivorus), Phalacrocorax carbo sinensis, bătăuș (Philomachus pugnax), lopătar (Platalea leucorodia), ploier auriu (Pluvialis apricaria), ploier argintiu (Pluvialis squatarola), Porzana pusilla, Puffinus puffinus mauretanicus, Pyrrhocorax pyrrhocorax, cristei de baltă (Rallus aquaticus), chiră mică (Sterna albifrons), chiră de baltă (Sterna hirundo), Sterna paradisaea, chiră de mare (Sterna sandvicensis), turturică (Streptopelia turtur), silvie de tufiș (Sylvia undata), corcodel mic (Tachybaptus ruficollis), fluierar de mlaștină (Tringa glareola), sturzul viilor (Turdus iliacus), sturz (Turdus pilaris), Uria aalge, nagâț (Vanellus vanellus)
- amfibieni (2): Chioglossa lusitanica, Discoglossus galganoi
- mamifere (6): liliac cârn (Barbastella barbastellus), vidră de râu (Lutra lutra), marsuin (Phocoena phocoena), liliacul mare cu potcoavă (Rhinolophus ferrumequinum), liliacul mic cu potcoavă (Rhinolophus hipposideros), delfin mare (Tursiops truncatus)
- nevertebrate (3): Coenagrion mercuriale, Euplagia quadripunctaria, rădașcă (Lucanus cervus)
- pești (3): Alosa alosa, Petromyzon marinus, somonul (Salmo salar)
- reptile (2): Lacerta monticola, Lacerta schreiberi

Pe lângă speciile protejate, pe teritoriul sitului au mai fost identificate 11 specii de plante, 1 specie de păsări, 2 specii de amfibieni.